# 龍泉寺 (飯能市)
龍泉寺（りゅうせんじ）は、埼玉県飯能市にある曹洞宗の寺院。

## 歴史
創建年代は不明であるが、祇山玉林によって開山された。祇山玉林は1487年（長享元年）に寂しているので、それよりも少し前に創建されたものと推測される。当時の宗派は不明である。
1648年（慶安元年）に、現在の埼玉県入間郡越生町の曹洞宗の寺院龍穏寺の第22世住職である鉄心御州によって曹洞宗に転宗した。
江戸時代より雨乞いのご利益があるとされており、遠く相模国愛甲郡厚木（現・神奈川県厚木市）からも参拝者があったという。

## 交通アクセス
- 路線バス河又名栗湖入口停留所より徒歩5分。